# Сен-Марсель-Бель-Аккёй
Сен-Марсель-Бель-Аккей (фр. Saint-Marcel-Bel-Accueil) — коммуна во Франции, находится в регионе Рона — Альпы. Департамент коммуны — Изер. Входит в состав кантона Бургуен-Жалье-Нор. Округ коммуны — Ла-Тур-дю-Пен.
Код INSEE коммуны — 38415. Население коммуны на 2009 год составляло 1 319 человек. Населённый пункт находится на высоте от 210  до 452  метров над уровнем моря. Муниципалитет расположен на расстоянии около 420 км юго-восточнее Парижа, 33 км восточнее Лиона, 65 км северо-западнее Гренобля. Мэр коммуны — M. Guy Gagnoud, мандат действует на протяжении 2008—2015 гг.
Динамика населения (INSEE):